# Rallye des 1000 lacs 1979
Le Rallye des 1000 lacs 1979 (29 Jyväskylän Suurajot), disputé du 24 au 26 août 1979, est la soixante-dixième manche du championnat du monde des rallyes (WRC) courue depuis 1973, et la septième manche du championnat du monde des rallyes 1979.

## Contexte avant la course

### Le championnat du monde
Ayant succédé en 1973 au championnat international des marques (en vigueur de 1970 à 1972), le championnat du monde des rallyes s'appuie sur les plus célèbres épreuves routières internationales, telles le Rallye Monte-Carlo, le Safari ou le RAC Rally. Parallèlement au championnat des constructeurs, la Commission Sportive Internationale (CSI) a cette année introduit un championnat des pilotes qui remplace la controversée Coupe des conducteurs qui s'appuyait également sur des épreuves de second plan. Le calendrier 1979 comprend douze manches (dont huit européennes), réservées aux voitures des catégories suivantes :
- Groupe 1 : voitures de tourisme de série
- Groupe 2 : voitures de tourisme spéciales
- Groupe 3 : voitures de grand tourisme de série
- Groupe 4 : voitures de grand tourisme spéciales

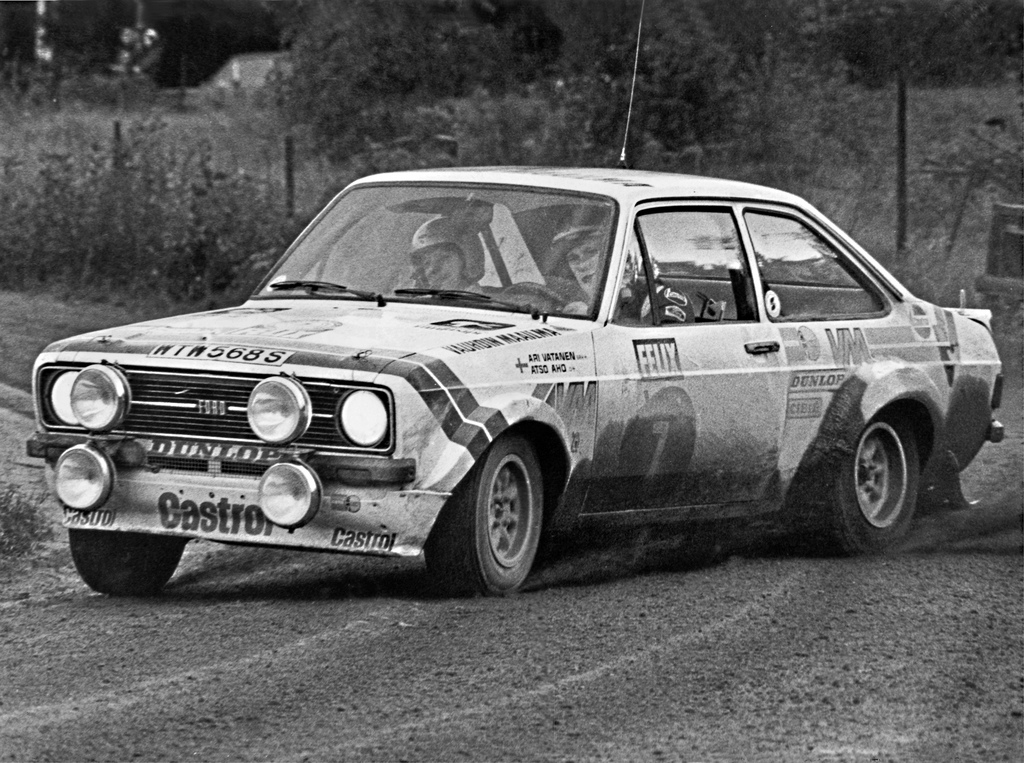
L'Escort RS1800 groupe 4 devrait permettre à Ford de décrocher son premier titre mondial.

Fiat, son principal rival, ayant considérablement réduit son programme sportif, Ford reste seul en lice pour la conquête du titre mondial, les autres marques s'attachant surtout à briller dans les épreuves leur offrant des retombées commerciales. Dans ce registre, Datsun a notamment remporté le dernier Safari, face à Peugeot et Mercedes-Benz, s'offrant une excellente notoriété pour le marché automobile africain. Ford domine donc les deux championnats, avec, à la veille de la manche finlandaise, vingt-trois points d'avance sur Datsun, tandis qu'Hannu Mikkola et son coéquipier Björn Waldegård occupent tous deux la tête du classement des pilotes.

### L'épreuve
Le rallye des 1000 lacs, officiellement dénommé « Jyväkylän Suurajot » (Grand Prix de Jyväkylän), fut créé en 1951. Sa notoriété grandissante et son niveau de difficulté lui valent d’intégrer le championnat d'Europe des conducteurs dès 1959. Le parcours très rapide, autorisant des pointes à plus de 200 km/h, est jalonné de nombreuses bosses sur lesquelles les spécialistes nordiques rivalisent d'audace, effectuant des sauts très spectaculaires. Pratiquement imbattables sur leur terrain grâce à leur parfaite connaissance d'un tracé ne pouvant être reconnu qu'à vitesse modérée, les pilotes finlandais se sont cependant inclinés trois fois (en vingt-huit éditions) face à leurs voisins suédois, dont la dernière victoire remonte à 1971, avec Stig Blomqvist. Depuis, les locaux sont invaincus chez eux et Hannu Mikkola, auteur de cinq succès entre 1968 et 1975, est le recordman de l'épreuve.

## Le parcours
- départ : 24 août 1979 de Jyväskylä
- arrivée : 26 août 1979 à Jyväskylä

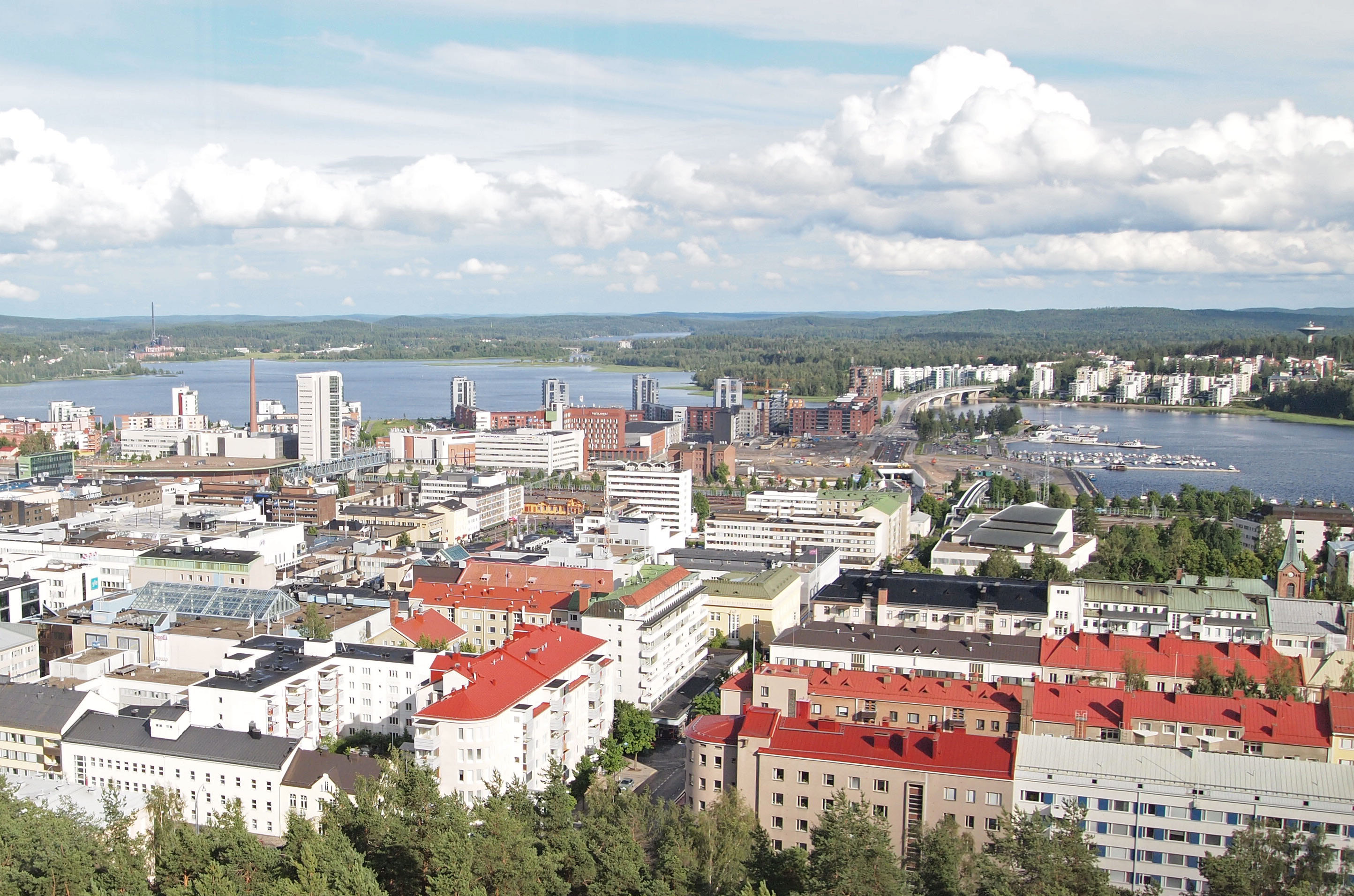
Jyväskylä, au cœur de l'organisation du rallye des 1000 lacs.

- distance : 1 460 km dont 423,5 km sur 45 épreuves spéciales (47 épreuves initialement prévues, pour un total de 429,1 km chronométrés)
- surface : majoritairement terre
- Parcours divisé en deux étapes[3]

### Première étape
- Jyväskylä - Jyväskylä, du 24 au 25 août
- 20 épreuves spéciales, 206,6 km (21 épreuves initialement prévues)

### Deuxième étape
- Jyväskylä - Jyväskylä, du 25 au 26 août
- 25 épreuves spéciales, 216,9 km (26 épreuves initialement prévues)

## Les forces en présence
- Fiat

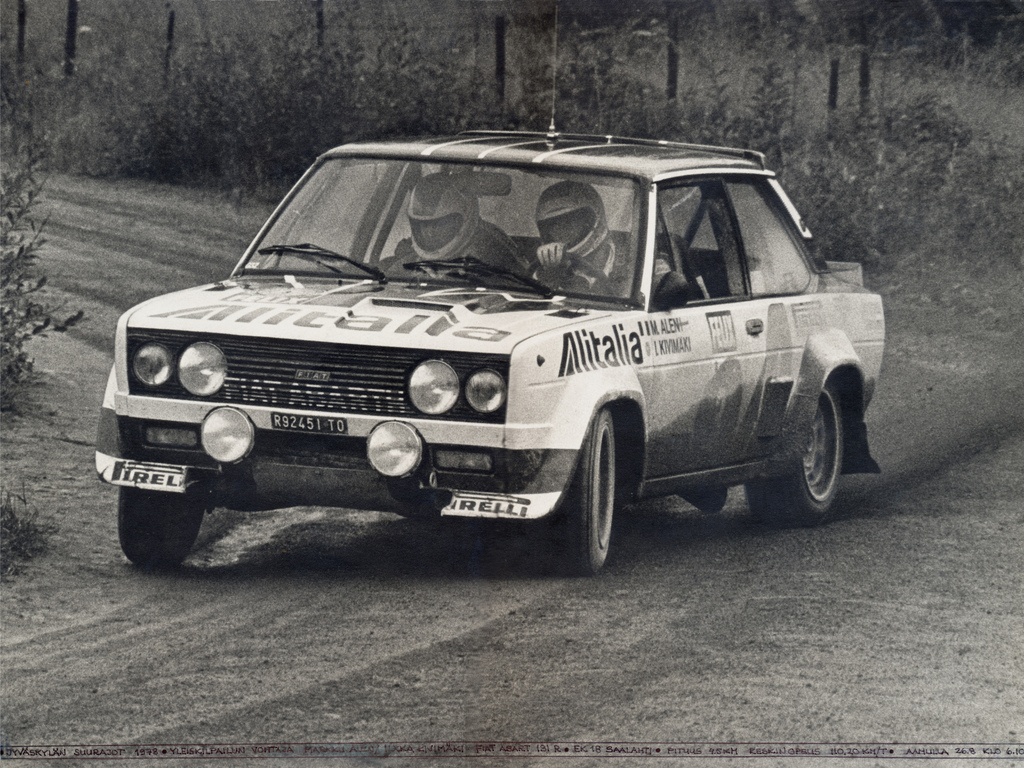
Markku Alén et la Fiat 131 Abarth, sur le chemin de leur seconde victoire aux 1000 lacs en 1978.

Malgré un programme 1979 réduit, le constructeur turinois a confié une 131 Abarth groupe 4 à Markku Alén, qui s'est déjà imposé à deux reprises en Finlande avec ce modèle. Dans sa dernière évolution, cette voiture d'une tonne est équipée d'un moteur deux litres seize soupapes à injection Kugelfischer développant 225 chevaux à 7200 tr/min. Elle dispose pour la première fois des tout derniers pneus Pirelli «MS-SG», spécialement conçus pour la terre et récemment testés ici par le pilote essayeur de la marque, Giorgio Pianta. L'équipe officielle est épaulée par l'importateur local Autonovo, qui a engagé deux 131 Abarth (dans leur première version, légèrement moins puissante) pour Henri Toivonenet Ulf Gronhölm.
- Ford

Avec trois Escort RS1800 groupe 4 aux mains de Bjorn Waldegard, Hannu Mikkola et Ari Vatanen, l'équipe de Boreham est au complet. Comme en Nouvelle-Zélande, les puissantes versions à carburateurs (270 chevaux) du moteur deux litres seize soupapes ont été retenues. Pesant environ une tonne, les Escort officielles sont équipées de pneus Dunlop. La marque est également bien représentée dans les catégories inférieures par le biais des équipes privées ou des pilotes indépendants, avec notamment l'Escort RS2000 groupe 2 du Sunoco Racing Team confiée à Lasse Lampi, tandis que l'espoir Juha Kankkunen, qui débute en championnat du monde, tentera sa chance en groupe 1.
- Triumph

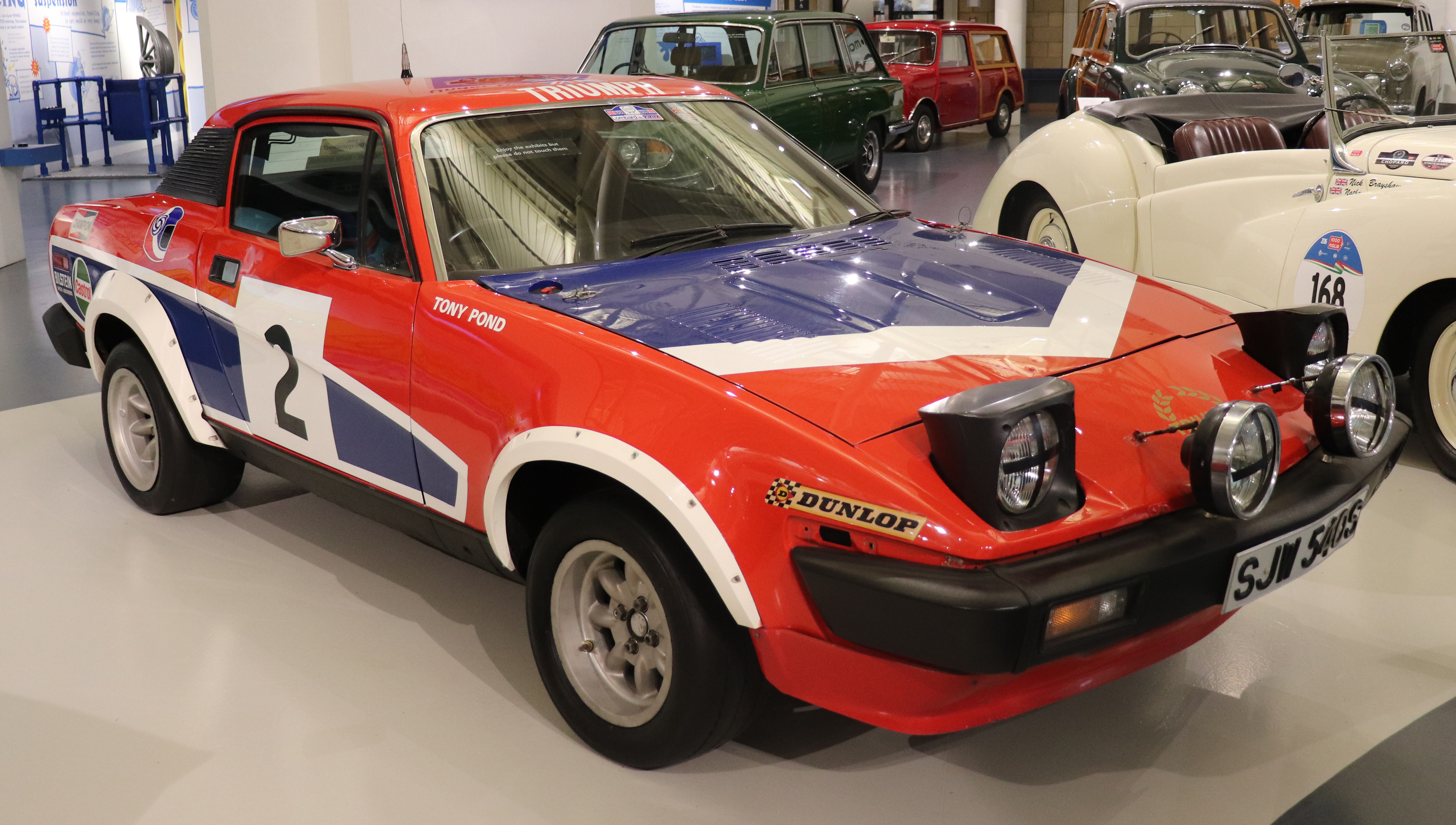
La Triumph TR7 V8 groupe 4, la voiture la plus puissante du plateau.

La marque du groupe British Leyland a engagé deux puissantes Triumph TR7 V8 groupe 4 pour Per Eklund et Simo Lampinen. Ces voitures pèsent environ 1150 kg et sont équipées d'un moteur V8 de 3500 cm3. Lampinen dispose de l'habituelle version à deux carburateurs double corps (285 chevaux), tandis qu'Eklund expérimente une version à injection donnée pour 310 chevaux. Comme les Ford, les Triumph utilisent des pneus Dunlop.
- Vauxhall

Le Dealer Team Vauxhall aligne une Chevette HSR groupe 4 (1020 kg, quatre cylindres, 2300 cm3, double arbre à cames en tête, environ 230 chevaux) pour le Finlandais Pentti Airikkala, un équipage généralement très performant sur ce terrain. Vauxhall utilise des pneus Dunlop.
- Datsun

L'équipe dirigée par Andy Dawson a préparé deux berlines 160J PA10 groupe 2 (965 kg, moteur deux litres alimenté par deux carburateurs double corps, 198 chevaux à 7800 tr/min) pour Timo Salonen et Erkki Pitkanen. Ces modèles, chaussés de pneus Dunlop, visent la victoire de groupe.
- Opel

Le Dealer Team Holland aligne un coupé Kadett GT/E groupe 2 (moteur deux litres, 195 chevaux) pour le Suédois Anders Kulläng, son compatriote Björn Johansson disposant d'un modèle identique engagé par le Team Rally Sport. Tous deux utilisent des pneus Michelin.
- Toyota

Le 'Toyota Team Europe' a engagé deux coupés Celica RA40 groupe 2 (1000 kg, moteur quatre cylindres deux litres, 180 chevaux à 7300 tr/min), confiés pour la circonstance aux Finlandais Timo Mäkinen et Tapio Rainio. Ces voitures sont chaussés de pneus Pirelli.
- Audi

Audi Motorsport a préparé trois 80 GLE pour Harald Demuth, Freddy Kottulinsky et Franz Wittmann, dans une configuration pas encore homologuée en groupe 2, aussi ces voitures ont-elles été inscrites en groupe 4. Pesant environ 900 kg, elles sont motorisées par un quatre cylindres de 1600 cm3 avec injection mécanique Bosch développant 160 chevaux à 7600 tr/min. Elles sont équipées de pneus Pirelli.
- Porsche

L'éclectique Leo Kinnunen participe à titre privé sur son ancienne Porsche 911.

## Déroulement de la course

### Première étape
Les 128 équipages partent de Jyväskylä le vendredi après-midi. Les quatre premières épreuves spéciales sont relativement courtes et ne permettent pas de creuser des écarts importants ; très incisif, Markku Alén a placé d’emblée sa Fiat au commandement, mais ne compte toutefois que deux secondes d’avance sur la Ford Escort d'Hannu Mikkola avant d'aborder le secteur d'Ouninpohja, première difficulté de la journée. Troisième, Ari Vatanen compte alors quatorze secondes de retard, son Escort précédant de peu la Triumph TR7 de Simo Lampinen, tandis que sur la troisième Ford officielle Björn Waldegård, cinquième, est le premier pilote non finlandais. Deux spécialistes de l'épreuve ont déjà dû renoncer, Timo Mäkinen victime d'un problème de pompe à huile sur sa Toyota, tandis que Pentti Airikkala vient de casser le moteur de sa Vauxhall Chevette. Alén confirme sa supériorité dans Ouninpohja, où il se montre une demi-seconde au kilomètre plus rapide que Mikkola et Vatanen. Leo Kinnunen y effectue une violente sortie de route, détruisant sa Porsche. Mikkola ne tarde pas à contre-attaquer, les spéciales suivantes se trouvant dans une région qu'il connaît parfaitement. Il enchaîne les meilleurs temps et s'empare de la tête de la course dans la spéciale de Torittu, profitant du fait qu'Alén ait cassé une jante sur une pierre, perdant une demi-minute. L’écart entre les deux hommes est alors de vingt-trois secondes, mais le pilote Fiat va progressivement réduire son handicap au cours de la nuit. Derrière, Vatanen se maintient facilement à la troisième place, ayant pris une très nette avance sur Waldegård, désormais menacé par la Fiat du très prometteur Henri Toivonen, auteur d'un très beau début de course, tandis que Lampinen a été énormément retardé par des problèmes de distributeur.
Alors qu'Alén est revenu à seulement trois secondes de Mikkola, ce dernier doit renoncer, joint de culasse hors d'usage. Le pilote Fiat reprend le commandement de l'épreuve, avec plus de quarante secondes d'avance sur Vatanen. Toivonen étant sorti de la route au cours de la nuit, Waldegård est remonté à la troisième place, mais compte désormais plus de deux minutes de retard. L'étape s'achève sans autre changement en tête. Derrière les trois premiers, la lutte est très serrée entre la Datsun de Timo Salonen, dominateur du groupe 2, et la Fiat de Grönholm, seulement séparées d'une seconde. 
| Pos. | Pilote           | Copilote          | Voiture               | Groupe | Temps           | Écart         |
| ---- | ---------------- | ----------------- | --------------------- | ------ | --------------- | ------------- |
| 1    | Markku Alén      | Ilkka Kivimäki    | Fiat 131 Abarth       | 4      | 1 h 59 min 23 s |               |
| 2    | Ari Vatanen      | David Richards    | Ford Escort RS1800    | 4      | 2 h 00 min 05 s | + 42 s        |
| 3    | Björn Waldegård  | Hans Thorszelius  | Ford Escort RS1800    | 4      | 2 h 01 min 52 s | + 2 min 29 s  |
| 4    | Timo Salonen     | Seppo Harjanne    | Datsun 160J PA10      | 2      | 2 h 04 min 35 s | + 5 min 12 s  |
| 5    | Ulf Grönholm     | Bob Rehnsson      | Fiat 131 Abarth       | 4      | 2 h 04 min 36 s | + 5 min 13 s  |
| 6    | Lasse Lampi      | Pentti Kuukkala   | Ford Escort RS2000    | 2      | 2 h 05 min 31 s | + 6 min 08 s  |
| 7    | Tapio Rainio     | Erkki Nyman       | Toyota Celica 2000 GT | 2      | 2 h 05 min 52 s | + 6 min 29 s  |
| 8    | Per Eklund       | Hans Sylvan       | Triumph TR7 V8        | 4      | 2 h 08 min 11 s | + 8 min 48 s  |
| 9    | Erkki Pitkänen   | Juhani Paalama    | Datsun 160J PA10      | 2      | 2 h 08 min 30 s | + 9 min 07 s  |
| 10   | Hannu Valtaharju | Risto Antilla     | Ford Escort RS2000    | 2      | 2 h 08 min 42 s | + 9 min 19 s  |
| 11   | Pekka Vilpponen  | Rauno Kangasniemi | Ford Escort RS1800    | 4      | 2 h 09 min 45 s | + 10 min 22 s |
| 12   | Peter Geitel     | Rolf Mesterton    | Chrysler Avenger      | 1      | 2 h 12 min 23 s | + 13 min 00 s |

### Deuxième étape

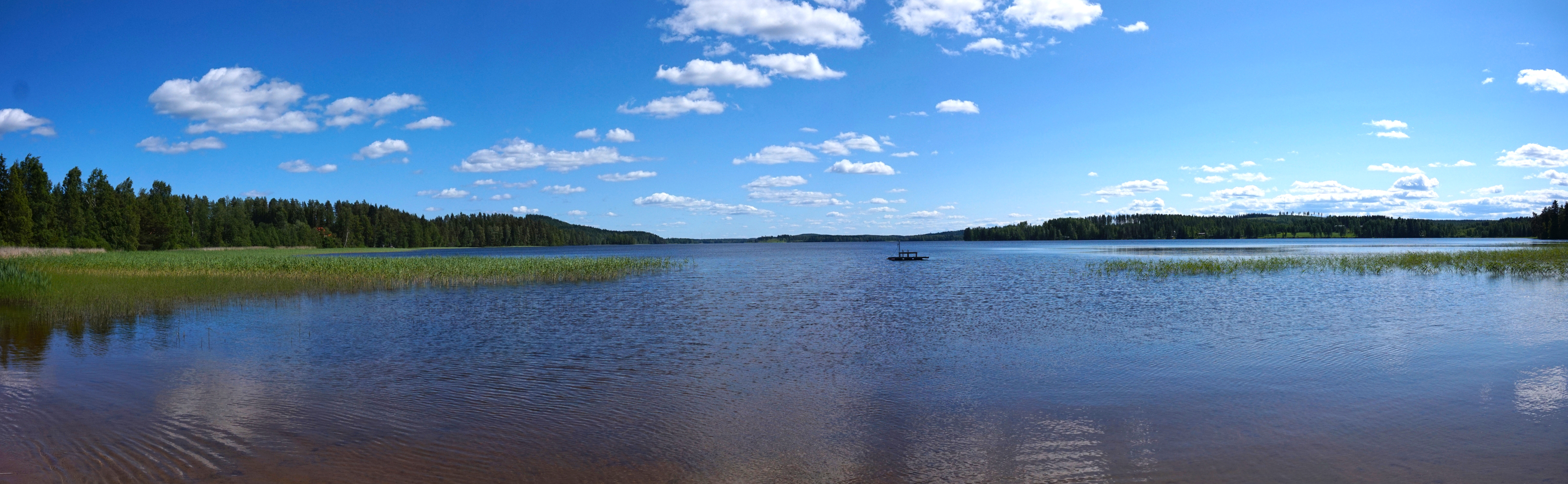
Un des nombreux lacs jalonnant le parcours : ici le lac Peurunka, longeant la troisième épreuve spéciale de la seconde étape.

Les concurrents restant en course repartent le samedi, en début après-midi, après quelques heures de repos. D'emblée, Vatanen attaque, bien décidé à reprendre les quarante-deux secondes de retard sur Alén. Les deux hommes vont dès lors se partager les meilleurs temps, Vatanen parvenant cependant à rattraper progressivement son adversaire. A mi-parcours, le pilote Ford est revenu à seulement dix-huit secondes de la Fiat de tête. Une crevaison dans le secteur de Jouhtikyla va cependant ralentir sa progression, l'écart repassant à trente-sept secondes. Rien n'est encore perdu pour Ford, mais Alén va désormais parfaitement contrôler son avance dans les spéciales suivantes, creusant légèrement l'écart. Vatanen ne baisse cependant pas les bras, mais une légère sortie de route dans l'avant-dernier tronçon chronométré lui fait perdre ses dernières chances. Pour l'honneur, les deux hommes réaliseront le même temps record dans la dernière spéciale. Alén remporte pour la troisième fois son rallye national, qu'il termine avec une minute et demie d'avance sur Vatanen et six sur Waldegård, qui marque des points précieux au championnat. Quatrième, Grönholm est sorti vainqueur de son duel avec Salonen, brillant vainqueur du groupe 2.

### Classements intermédiaires
Classements intermédiaires des pilotes après chaque épreuve spéciale

### Classement général

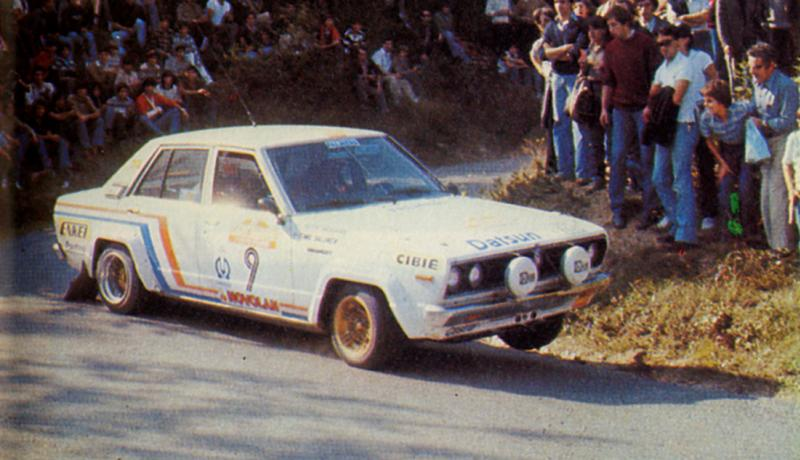
Nette victoire de la Datsun 160 de Timo Salonen en groupe 2.

| Pos | No | Pilote          | Copilote          | Voiture               | Temps           | Écart         | Groupe |
| --- | -- | --------------- | ----------------- | --------------------- | --------------- | ------------- | ------ |
| 1   | 1  | Markku Alén     | Ilkka Kivimäki    | Fiat 131 Abarth       | 4 h 01 min 11 s |               | 4      |
| 2   | 8  | Ari Vatanen     | David Richards    | Ford Escort RS1800    | 4 h 02 min 42 s | + 1 min 31 s  | 4      |
| 3   | 5  | Björn Waldegård | Hans Thorszelius  | Ford Escort RS1800    | 4 h 07 min 15 s | + 6 min 04 s  | 4      |
| 4   | 18 | Ulf Grönholm    | Bob Rehnsson      | Fiat 131 Abarth       | 4 h 10 min 41 s | + 9 min 30 s  | 4      |
| 5   | 6  | Timo Salonen    | Seppo Harjanne    | Datsun 160J PA10      | 4 h 11 min 50 s | + 10 min 39 s | 2      |
| 6   | 24 | Lasse Lampi     | Pentti Kuukkala   | Ford Escort RS2000    | 4 h 14 min 14 s | + 13 min 03 s | 2      |
| 7   | 20 | Tapio Rainio    | Erkki Nyman       | Toyota Celica 2000 GT | 4 h 14 min 48 s | + 13 min 37 s | 2      |
| 8   | 4  | Per Eklund      | Hans Sylvan       | Triumph TR7 V8        | 4 h 19 min 39 s | + 18 min 28 s | 4      |
| 9   | 15 | Erkki Pitkänen  | Juhani Paalama    | Datsun 160J PA10      | 4 h 21 min 54 s | + 20 min 43 s | 2      |
| 10  | 52 | Pekka Vilpponen | Rauno Kangasniemi | Ford Escort RS1800    | 4 h 22 min 17 s | + 21 min 06 s | 4      |

### Hommes de tête
- ES1 :  Markku Alén -  Ilkka Kivimäki (Fiat 131 Abarth) &  Björn Waldegård -  Hans Thorszelius (Ford Escort RS1800)
- ES2 à ES7 :  Markku Alén -  Ilkka Kivimäki (Fiat 131 Abarth)
- ES8 à ES17 :  Hannu Mikkola -  Arne Hertz (Ford Escort RS1800)
- ES18 à ES47 :  Markku Alén -  Ilkka Kivimäki (Fiat 131 Abarth)

### Vainqueurs d'épreuves spéciales
- Markku Alén -  Ilkka Kivimäki (Fiat 131 Abarth) : 22 spéciales (ES 1, 2, 4, 5, 9 à 12, 14, 17, 25, 28, 30, 31, 34, 40, 41, 43 à 47)
- Ari Vatanen -  David Richards (Ford Escort RS1800) : 20 spéciales (ES 15, 18, 19, 21 à 24, 26, 27, 30, 32 à 36, 38, 39, 41, 42, 47)
- Hannu Mikkola -  Arne Hertz (Ford Escort RS1800) : 8 spéciales (ES 4, 6 à 8, 10, 11, 13, 16)
- Björn Waldegård -  Hans Thorszelius (Ford Escort RS1800) : 2 spéciales (ES 1, 37)
- Simo Lampinen -  Juhani Markkanen (Triumph TR7 V8) : 1 spéciale (ES 3)
- Tapio Rainio -  Erkki Nyman (Toyota Celica 2000 GT) : 1 spéciale (ES 7)

## Résultats des principaux engagés
| No | Pilote             | Copilote          | Voiture                   | Groupe | Classement général                          | Class. groupe |
| -- | ------------------ | ----------------- | ------------------------- | ------ | ------------------------------------------- | ------------- |
| 1  | Markku Alén        | Ilkka Kivimäki    | Fiat 131 Abarth           | 4      | 1er                                         | 1er           |
| 2  | Hannu Mikkola      | Arne Hertz        | Ford Escort RS1800        | 4      | ab. dans la 18e spéciale (joint de culasse) | -             |
| 3  | Pentti Airikkala   | Risto Virtanen    | Vauxhall Chevette 2300 HS | 4      | ab. après la 3e spéciale (moteur)           | -             |
| 4  | Per Eklund         | Hans Sylvan       | Triumph TR7 V8            | 4      | 8e à 18 min 28 s                            | 5e            |
| 5  | Björn Waldegård    | Hans Thorszelius  | Ford Escort RS1800        | 4      | 3e à 6 min 04 s                             | 3e            |
| 6  | Timo Salonen       | Seppo Harjanne    | Datsun 160J PA10          | 2      | 5e à 10 min 39 s                            | 1er           |
| 7  | Timo Mäkinen       | Henry Liddon      | Toyota Celica 2000 GT     | 2      | ab. dans la 2e spéciale (pompe à huile)     | -             |
| 8  | Ari Vatanen        | David Richards    | Ford Escort RS1800        | 4      | 2e à 1 min 31 s                             | 2e            |
| 9  | Simo Lampinen      | Juhani Markkanen  | Triumph TR7 V8            | 4      | ab. après la 24e spéciale (distribution)    | -             |
| 10 | Anders Kulläng     | Bruno Berglund    | Opel Kadett GT/E          | 2      | ab. dans la 8e spéciale (piston)            | -             |
| 11 | Franz Wittmann     | Helmut Deimel     | Audi 80 GLE               | 4      | 26e à 38 min 34 s                           | 7e            |
| 12 | Kyösti Hämäläinen  | Matti Lammi       | Mercedes 300 D            | Diesel | 31e à 47 min 17 s                           | 1er           |
| 14 | Henri Toivonen     | Juha Paajanen     | Fiat 131 Abarth           | 4      | ab. dans la 16e spéciale (sortie de route)  | -             |
| 15 | Erkki Pitkänen     | Juhani Paalama    | Datsun 160J PA10          | 2      | 9e à 20 min 43 s                            | 4e            |
| 16 | Björn Johansson    | Ragnar Spjuth     | Opel Kadett GT/E          | 2      | ab. dans la 5e spéciale (embrayage)         | -             |
| 18 | Ulf Grönholm       | Bob Rehnsson      | Fiat 131 Abarth           | 4      | 4e à 9 min 30 s                             | 4e            |
| 20 | Tapio Rainio       | Erkki Nyman       | Toyota Celica 2000 GT     | 2      | 7e à 13 min 37 s                            | 3e            |
| 21 | Leo Kinnunen       | Erkki Salonen     | Porsche 911 S             | 4      | ab. dans la 5e spéciale (accident)          | -             |
| 22 | Hannu Valtaharju   | Risto Antilla     | Ford Escort RS2000        | 2      | 11e à 19 min 58 s                           | 5e            |
| 23 | Esa Sillanpää      | Jyrki Stenroos    | Ford Escort RS2000        | 2      | 12e à 25 min 33 s                           | 6e            |
| 24 | Lasse Lampi        | Pentti Kuukkala   | Ford Escort RS2000        | 2      | 6e à 13 min 03 s                            | 2e            |
| 26 | Peter Geitel       | Rolf Mesterton    | Chrysler Avenger          | 1      | 13e à 26 min 01 s                           | 1er           |
| 31 | Pauli Toivonen     | Juhani Koronen    | Chrysler Sunbeam TI       | 2      | ab. dans la 2e étape (retrait)              | -             |
| 36 | Jean-Paul Luc      | 'Tilber'          | Citroën CX 2400 GTI       | 2      | 20e à 33 min 06 s                           | 10e           |
| 41 | Freddy Kottulinsky | Michael Schwägerl | Audi 80 GLE               | 4      | 27e à 40 min 11 s                           | 8e            |
| 43 | Juha Kankkunen     | Timo Hantunen     | Ford Escort RS2000        | 1      | 14e à 26 min 30 s                           | 2e            |
| 52 | Pekka Vilpponen    | Rauno Kangasniemi | Ford Escort RS1800        | 4      | 10e à 21 min 06 s                           | 6e            |
| 58 | Harald Demuth      | Arwed Fischer     | Audi 80 GLE               | 4      | ab. dans la 2e spéciale (accident)          | -             |

## Classements des championnats à l'issue de la course

### Constructeurs
- attribution des points : 10, 9, 8, 7, 6, 5, 4, 3, 2, 1 respectivement aux dix premières marques de chaque épreuve, additionnés de 8, 7, 6, 5, 4, 3, 2, 1 respectivement aux huit premières de chaque groupe (seule la voiture la mieux classée de chaque constructeur marque des points). Les points de groupe ne sont attribués qu'aux concurrents ayant terminé dans les dix premiers au classement général.
- seuls les sept meilleurs résultats (sur douze épreuves) sont retenus pour le décompte final des points.

| Pos. | Marque        | Points | M-C  | SUE  | POR  | SAF  | ACR  | NZL  | FIN  | QUE | SAN | COR | RAC | BAN |
| ---- | ------------- | ------ | ---- | ---- | ---- | ---- | ---- | ---- | ---- | --- | --- | --- | --- | --- |
| 1    | Ford          | 102    | 9+7  | 9+7  | 10+8 | -    | 10+8 | 10+8 | 9+7  |     |     |     |     |     |
| 2    | Datsun        | 77     | -    | 2+6  | 7+7  | 10+8 | 9+8  | 1+5  | 6+8  |     |     |     |     |     |
| 3    | Fiat          | 59     | 8+6  | 7+5  | -    | 8+7  | -    | -    | 10+8 |     |     |     |     |     |
| 4    | Toyota        | 26     | -    | -    | 8+8  | -    | -    | -    | 4+6  |     |     |     |     |     |
| 5    | Vauxhall      | 24     | -    | 8+6  | -    | -    | -    | 6+4  | -    |     |     |     |     |     |
| 5=   | Renault       | 24     | 3+8  | -    | -    | -    | 7+6  | -    | -    |     |     |     |     |     |
| 7    | Opel          | 22     | -    | 5+8  | 3+6  | -    | -    | -    | -    |     |     |     |     |     |
| 8    | Lancia        | 18     | 10+8 | -    | -    | -    | -    | -    | -    |     |     |     |     |     |
| 8=   | Saab          | 18     | -    | 10+8 | -    | -    | -    | -    | -    |     |     |     |     |     |
| 10   | Mercedes-Benz | 17     | -    | -    | -    | 9+8  | -    | -    | -    |     |     |     |     |     |
| 11   | Audi          | 11     | -    | -    | 5+6  | -    | -    | -    | -    |     |     |     |     |     |
| 12   | Mazda         | 10     | -    | -    | -    | -    | -    | 3+7  | -    |     |     |     |     |     |
| 13   | Porsche       | 8      | 5+3  | -    | -    | -    | -    | -    | -    |     |     |     |     |     |
| 14   | Triumph       | 7      | -    | -    | -    | -    | -    | -    | 3+4  |     |     |     |     |     |
| 15   | Škoda         | 6      | -    | -    | -    | -    | 3+3  | -    | -    |     |     |     |     |     |
| 15=  | Volvo         | 6      | -    | 1+5  | -    | -    | -    | -    | -    |     |     |     |     |     |
| 17   | Lada          | 4      | -    | -    | -    | -    | 2+2  | -    | -    |     |     |     |     |     |

### Pilotes
- attribution des points : 20, 15, 12, 10, 8, 6, 4, 3, 2, 1 respectivement aux dix premiers de chaque épreuve.
- seuls les sept meilleurs résultats (sur douze épreuves) sont retenus pour le décompte final des points.

| Pos. | Pilote              | Marque               | Points | M-C | SUE | POR | SAF | ACR | NZL | FIN | QUE | SAN | COR | RAC | BAN |
| ---- | ------------------- | -------------------- | ------ | --- | --- | --- | --- | --- | --- | --- | --- | --- | --- | --- | --- |
| 1    | Björn Waldegård     | Ford, Mercedes-Benz¹ | 83     | 15  | 15  | 15  | 6¹  | 20  | -   | 12  |     |     |     |     |     |
| 2    | Hannu Mikkola       | Ford, Mercedes-Benz¹ | 71     | 8   | 8   | 20  | 15¹ | -   | 20  | -   |     |     |     |     |     |
| 3    | Markku Alén         | Fiat                 | 54     | 12  | 10  | -   | 12  | -   | -   | 20  |     |     |     |     |     |
| 4    | Ari Vatanen         | Ford                 | 28     | 1   | -   | -   | -   | -   | 12  | 15  |     |     |     |     |     |
| 5    | Timo Salonen        | Datsun               | 23     | -   | -   | -   | -   | 15  | -   | 8   |     |     |     |     |     |
| 6    | Bernard Darniche    | Lancia               | 20     | 20  | -   | -   | -   | -   | -   | -   |     |     |     |     |     |
| 6=   | Stig Blomqvist      | Saab                 | 20     | -   | 20  | -   | -   | -   | -   | -   |     |     |     |     |     |
| 6=   | Shekhar Mehta       | Datsun               | 20     | -   | -   | -   | 20  | -   | -   | -   |     |     |     |     |     |
| 9    | Blair Robson        | Ford                 | 15     | -   | -   | -   | -   | -   | 15  | -   |     |     |     |     |     |
| 10   | Harry Källström     | Datsun               | 14     | -   | -   | -   | 2   | 12  | -   | -   |     |     |     |     |     |
| 11   | Pentti Airikkala    | Vauxhall             | 12     | -   | 12  | -   | -   | -   | -   | -   |     |     |     |     |     |
| 11=  | Ove Andersson       | Toyota               | 12     | -   | -   | 12  | -   | -   | -   | -   |     |     |     |     |     |
| 13   | Jean-Claude Andruet | Fiat                 | 10     | 10  | -   | -   | -   | -   | -   | -   |     |     |     |     |     |
| 13=  | Andy Dawson         | Datsun               | 10     | -   | -   | 10  | -   | -   | -   | -   |     |     |     |     |     |
| 13=  | Andrew Cowan        | Mercedes-Benz        | 10     | -   | -   | -   | 10  | -   | -   | -   |     |     |     |     |     |
| 13=  | Jean Ragnotti       | Renault              | 10     | -   | -   | -   | -   | 10  | -   | -   |     |     |     |     |     |
| 13=  | Paul Adams          | Ford                 | 10     | -   | -   | -   | -   | -   | 10  | -   |     |     |     |     |     |
| 13=  | Ulf Grönholm        | Fiat                 | 10     | -   | -   | -   | -   | -   | -   | 10  |     |     |     |     |     |
| 19   | Carlos Torres       | Ford                 | 8      | -   | -   | 8   | -   | -   | -   | -   |     |     |     |     |     |
| 19=  | Rauno Aaltonen      | Datsun               | 8      | -   | -   | -   | 8   | -   | -   | -   |     |     |     |     |     |
| 19=  | 'Iaveris'           | Ford                 | 8      | -   | -   | -   | -   | 8   | -   | -   |     |     |     |     |     |
| 19=  | Shane Murland       | Vauxhall             | 8      | -   | -   | -   | -   | -   | 8   | -   |     |     |     |     |     |